# 大东街道 (吉林市)
大东街道，是中华人民共和国吉林省吉林市船营区下辖的一个乡镇级行政单位。

## 行政区划
大东街道下辖以下地区：
吉源社区、松北一区社区和松北二区社区。